# Sepsis
 Denne artikel omhandler den systemiske infektion sepsis. For andre betydninger af blodforgiftning, se blodforgiftning.
Sepsis, undertiden kaldet blodforgiftning, (fra græsk Σήψις, sepsis, "råd") er organismens reaktion på en infektion der spredes via blodbanen. Det er ofte en meget alvorlig tilstand, der ubehandlet er livstruende. 
Sepsis kan udvikle sig til et akut livstruende kredsløbskollaps, der er forårsaget af bakterier i blodbanen (bakteriæmi). Det kan optræde i forbindelse med en infektion som f.eks. lungebetændelse, halsbetændelse eller meningitis, hvor en brist i hjernehinderne kan forårsage at bakterier kan vandre over i blodbanen. Det kan også ske i forbindelse med kirurgiske indgreb. Ved sepsis ses bl.a. bevidsthedspåvirkning, lavt blodtryk, høj puls, kvalme og feber.

## Definitioner
| Sepsis |
| --- |
| Mindst to af disse kriterier skal være opfyldt, samt dokumenteret infektion: - Temperatur over 38,3oC eller under 36oC - Puls over 90/min - Respirationsfrekvens over 20/min eller PaCO2 under 4,3 kPa - Leukocyttal over 12×109/l eller under 4×109/l |
| Svær sepsis |
| - Sepsis samt lavt blodtryk eller organpåvirkning |
| Septisk shock |
| - Akut kredsløbskollaps, organpåvirkning og vedvarende lavt blodtryk, der ikke retter sig efter passende intravenøs væskeindgift |

I medicinsk terminologi er sepsis betegnelsen for et veldefineret, komplekst syndrom, der involverer systemisk inflammatorisk respons syndrom (SIRS) udløst af en infektion. Sepsis inddeles i tre grader (se boks) alt efter omfanget af organpåvirkning.

## Undersøgelser og behandling
Patienten skal hurtigst muligt opstartes i en bredspektret antibiotikabehandling med henblik på at slå infektionen ned, uanset graden af sepsis. 
Før behandling iværksættes tages blodprøver (bloddyrkning) med henblik på at bestemme de(n) bakterie(r), der er årsagen til sepsis, da intravenøs antiobiotikabehandling hurtigt skulle fjerne disse bakterier fra blodbanen. Herefter kan urinprøve, lumbalpunktur og sekretprøve fra svælget tages fra for at fortsætte jagten på infektionens oprindelse. Endelig bør laktatindholdet i blodet bestemmes; hvis laktaten overstiger 4 mmol/l kan det være tegn på, at organerne ikke gennemblødes (perfunderes) tilstrækkeligt, hvilket igen betyder at patienten er ved at udvikle svær sepsis eller septisk shock.
Lavt blodtryk behandles med intravenøs væskeindgift, således at mængden af væske i blodbanen øges. Hvis ikke dette er tilstrækkeligt til at stabilisere blodtrykket kan inotropi overvejes for at styrke hjertets funktion. Alternativt kan behandling med blodtrykshævende medicin iværksættes.
Hvis patientens blodprocent er lav, dvs. hæmoglobinniveauet er under 6, kan det være ønskeligt at give blodtransfusion for at tilføre blodet flere røde blodlegemer, der kan være med til at sørge for tilstrækkelig ilttransport til kroppens organer.
Det kan være nødvendigt at intubere patienten for at kunne støtte hans vejrtrækning via respirator.

## Forekomst og dødelighed
Sepsis og septisk shock er de hyppigste dødsårsager blandt patienter på danske intensivafdelinger; det vurderes at op mod 12.000 danskere udvikler sepsis hvert år, og at 2.000 af disse dør af sygdommen. Der er ikke store forandringer i forholdet mellem disse tal på verdensplan; antagelig udvikler 3 ud af 1.000 mennesker sepsis hvert år, og dødeligheden ligger omkring 30-50% for patienter med svær sepsis samt 50-60% for patienter i septisk shock. Hvis relevant screening og behandling iværksættes hurtigt, kan dødeligheden halveres.
Forekomsten af sepsis er formentligt kraftigt underrapporteret, idet septiske patienter ofte registreres under andre diagnoser som f.eks. lungebetændelse. Skønsmæssigt dør lige så mange af sepsis, som af blodprop i hjertet. Flere dør af sepsis end af brystkræft og tarmkræft tilsammen.[kilde mangler]